# میفلاور (ویرجینیا)
میفلاور (به انگلیسی: Mayflower) یک منطقهٔ مسکونی در ایالات متحده آمریکا است که در شهرستان لی، ویرجینیا واقع شده‌است. میفلاور ۵۵۲٫۰ متر بالاتر از سطح دریا واقع شده‌است.